# George Stubbs
George Stubbs né le 25 août 1724 à Liverpool et mort le 10 juillet 1806 à Londres est un peintre et un graveur britannique.
Surnommé « le peintre des chevaux », Stubbs est un artiste très apprécié pour son sens de l'observation et du détail. Ses peintures équestres sont renommées, et cela grâce à sa parfaite connaissance de la morphologie du cheval, due entre autres aux dissections qu'il a effectuées pendant près de 18 mois, et dont il tira un traité.

## Biographie
George Stubbs est né à Liverpool, fils d'un marchand de cuir. Ses débuts sont peu connus au moins jusqu'à l'âge de 35 ans, et reprennent essentiellement les notes faites par l'artiste Ozias Humphry juste avant la mort de l'artiste. Il travailla jusqu'à l'âge de 15 ans dans le commerce familial puis à la mort de son père en 1741, il fut brièvement apprenti chez Hamlet Winstanley, peintre et graveur dans le Lancashire qu'il quitta rapidement à cause de sa tâche de copiste. Vers la fin des années 1740, il devint portraitiste dans le nord de l'Angleterre en étudiant en parallèle l'anatomie au York County Hospital (en) entre 1745 et 1751. Depuis son plus jeune âge, il était passionné d'anatomie et l'un de ses premiers travaux fut un recueil d'illustrations sur l'accouchement pour un ouvrage du docteur John Burton (1701-1771), Essay Towards a Complete New System of Midwifery en 1751. En 1754, Stubbs voyage en Italie pour « se convaincre lui-même que la nature était et est toujours supérieur à l'art grec ou romain, et renforçant sa conviction, il décida de retourner chez lui » (Notes d'Ozias Humphry). En 1756, il loue une ferme dans le village de Horkstow dans le Lincolnshire et passe 18 mois à disséquer des chevaux, aidé par sa femme, Mary Spencer. Il déménage à Londres vers 1759 et en 1766 publie The anatomy of the Horse, dont les dessins originaux se trouvent maintenant dans les collections de la Royal Academy.
Avant même la parution de cet ouvrage et grâce à sa parfaite connaissance de la morphologie du cheval, ses dessins étaient vus par l'aristocratie de l'époque comme les plus précis parmi ceux de ses contemporains comme James Seymour, Peter Tillemans et John Wootton. En 1759, le 3e duc de Richmond lui demanda trois grands tableaux lui assurant ainsi sa carrière. Grâce à plusieurs autres commandes, en 1763, il s'acheta une maison dans le quartier de Marylebone où il vécut le restant de ses jours. Son tableau le plus fameux est certainement Whistlejacket, peinture d'un cheval cabré commandé par la marquise de Rockingham, conservé à la National Gallery de Londres. Cette peinture rompt la norme avec un arrière-plan uniforme. Pendant les années 1760, il produisit un grand nombre de tableaux de chevaux, parfois accompagnés de chiens ou alors de leur valet d'écurie. Il peignit aussi des animaux exotiques comme des lions, tigres, girafes, singes et rhinocéros qu'il pouvait observer dans les ménageries privées. Il poursuivit parallèlement sa carrière de portraitiste de la bonne société britannique. Il exposa ses toiles à la Society of Artists jusqu'en 1775, puis à la toute nouvelle Royal Academy, plus prestigieuse. Stubbs peignit aussi quelques tableaux historiques.

## Œuvre
À la fin des années 1760, il produit quelques émaux en collaboration avec Josiah Wedgwood, inventeur d'un nouveau type d'émaux. Mais cela fut un échec d'un point de vue financier. Il retourna donc à la peinture, avec des portraits de chiens ou des scènes de chasse avec des meutes. Puis dans les années 1780, il peignit quelques paysages, série intitulée « Haymakers and Reapers ». En 1790, le prince de Galles devint son mécène et il fit son portrait à cheval en 1791. Son dernier projet, commencé en 1795, fut une exposition anatomique comparant la structure du corps humain avec celle d'un tigre et d'une poule, 15 gravures parurent entre 1804 et 1806. Le projet fut laissé inachevé à la mort de l'artiste le 10 juillet 1806 à Londres.
- Cheval attaqué par un lion, 1762, huile sur toile, 243,8 × 332,7 cm, New Haven, Centre d'art britannique de Yale.
- Whistlejacket, vers 1762, huile sur toile, 292 × 246 cm, Londres, National Gallery[1].
- Juments et poulains dans un paysage fluvial, 1763-1768, huile sur toile, 102 × 162 cm, Londres, Tate Britain[2].
- Gimcrack avec John Pratt sur Newmarket Heath, vers 1765, huile sur toile, 100 × 124 cm, Cambridge, Fitzwilliam Museum[3].
- Le Cheval de chasse du IIIème duc de Dorset avec un soigneur et un chien, 1768, huile sur toile, 102 × 126 cm, New York, Metropolitan Museum[4].
- Otho, monté par John Larkin, 1768, huile sur toile, 101 × 127 cm, Londres, Tate Britain[5].
- Cheval attaqué par un lion, 1769, émail sur cuivre, 241 × 283 cm, Londres, Tate Britain[6].
- Les Familles Milbanke et Melbourne, 1769, huile sur toile, 97 × 147 cm, Londres, National Gallery[7].
- Portrait d’Assheton Curzon (1er vicomte Curzon), avec sa jument Maria, devant le château d’Hagley Hall, 1791, huile sur toile, 100 × 126 cm, Paris, musée du Louvre[8].

Œuvres de George Stubbs
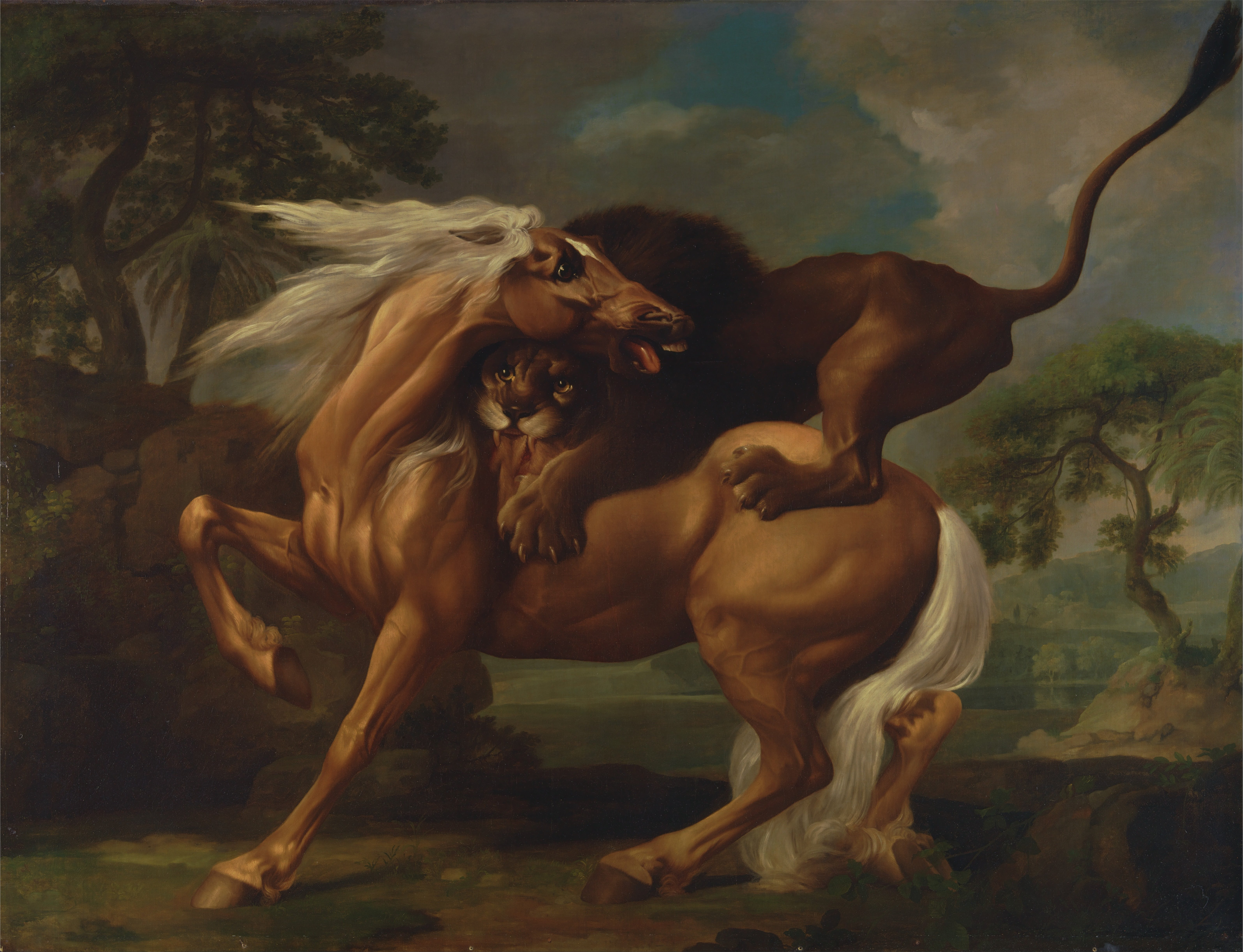
Cheval attaqué par un lion, 1762, New Haven, Centre d'art britannique de Yale.
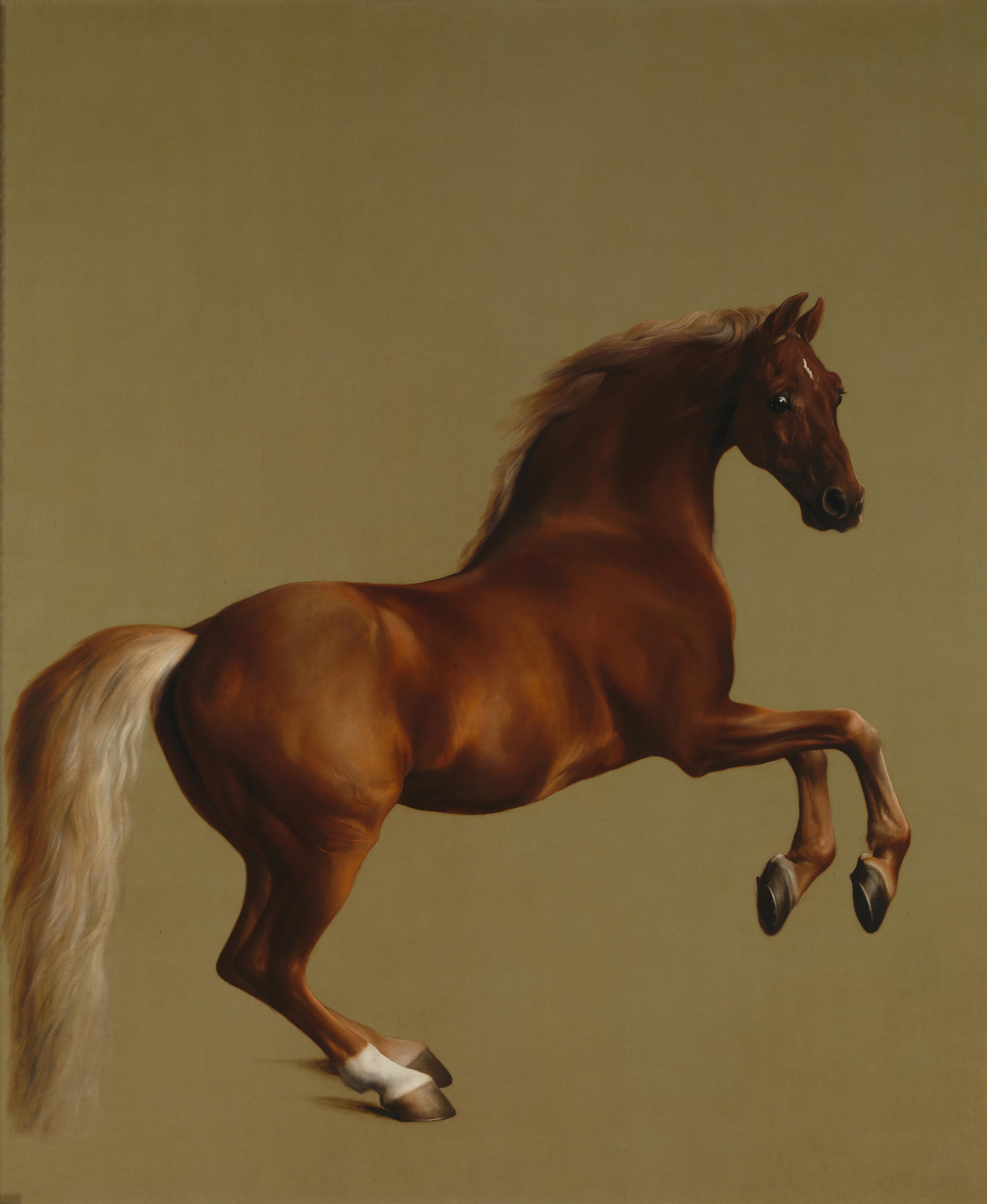
Whistlejacket, vers 1762, Londres, National Gallery.
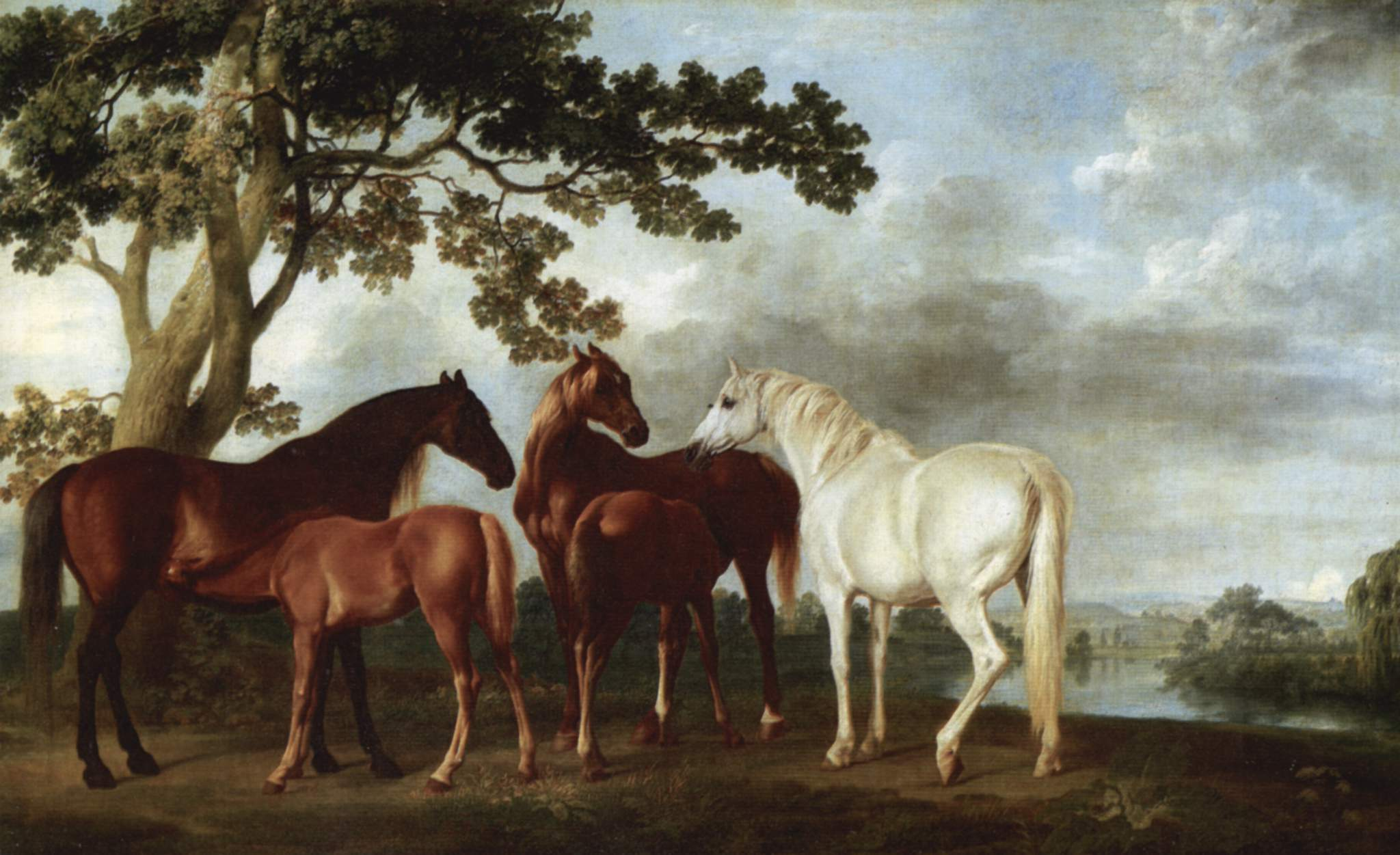
Juments et poulains dans un paysage fluvial, 1763-1768, Londres, Tate Britain.
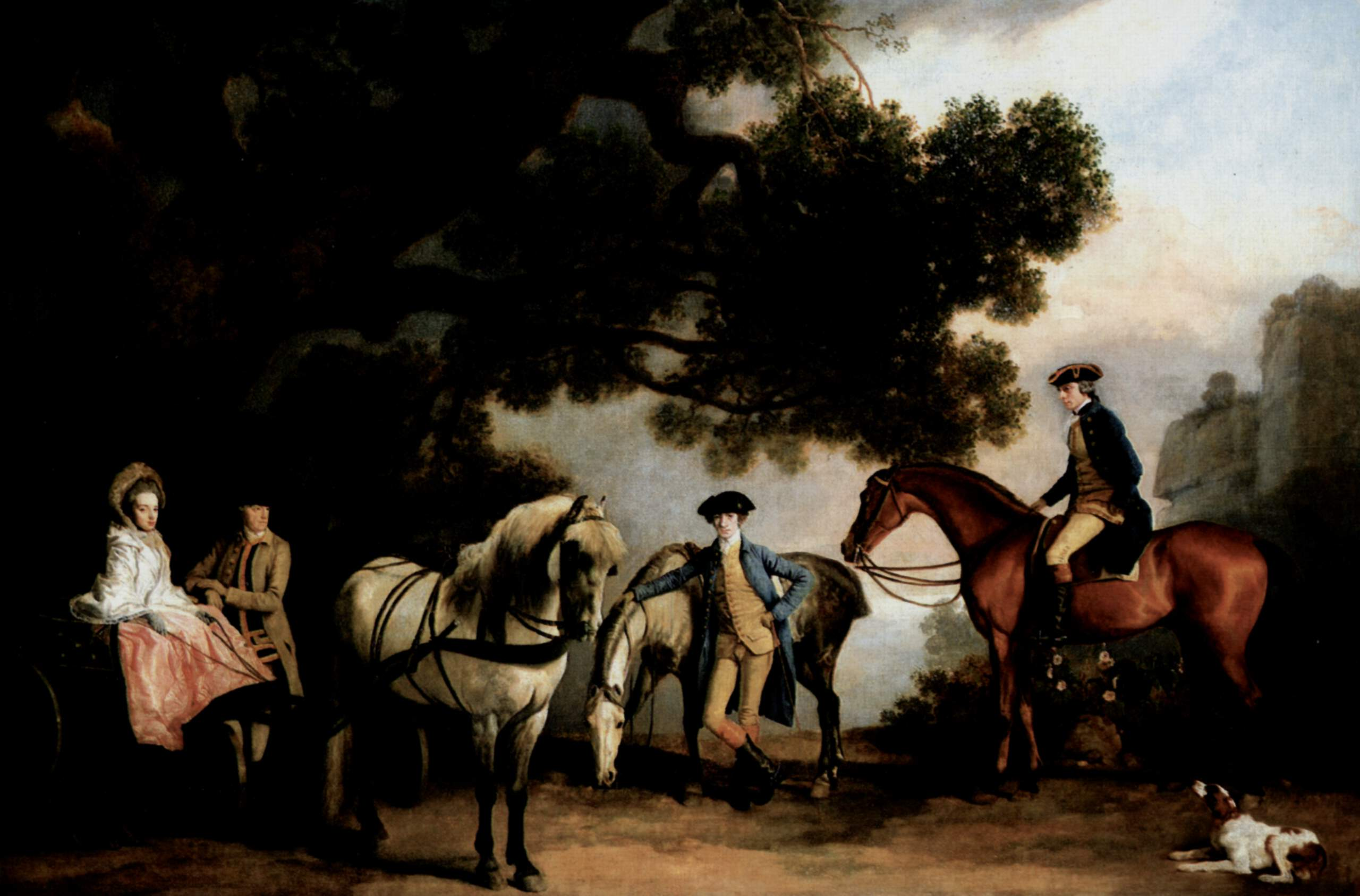
Familles Milbanke et Melbourne, 1769, Londres, National Gallery.
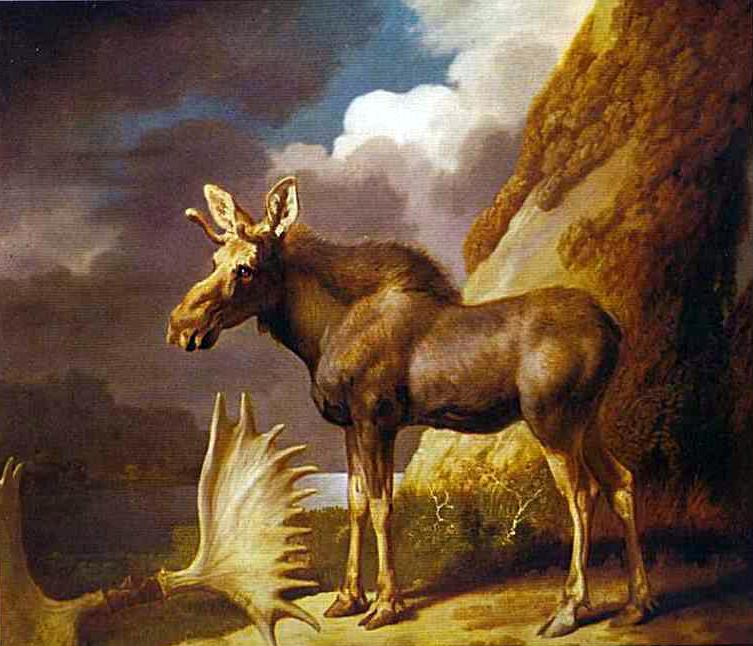
The Moose, 1773, Glasgow, Hunterian Museum and Art Gallery.